# Enterprise (Wisconsin)
Enterprise è un comune degli Stati Uniti, situato in Wisconsin, nella Contea di Oneida.